# HMS Talybont (L18)
«Телібон» (L18) (англ. HMS Talybont (L18) — військовий корабель, ескортний міноносець типу «Хант» «III» підтипу Королівського військово-морського флоту Великої Британії за часів Другої світової війни.

## Історія створення
«Телібон» закладений 28 листопада 1941 року на верфі компанії J. Samuel White на острові Коуз. 3 лютого 1943 року він був спущений на воду, а 19 травня 1943 року увійшов до складу Королівських ВМС Великої Британії.

## Історія служби
Ескортний міноносець «Телібон» брав участь у бойових діях на морі в Другій світовій війні, бився у Північній Атлантиці, супроводжував транспортні конвої союзників, підтримував висадку морського десанту в Нормандії.

### 1943 рік
22 жовтня 1943 року група британських кораблів, у складі крейсера «Карібдіс», есмінців «Гренвілль» та «Рокет», 4 ескортних міноносців типу «Хант»: «Лімбурн», «Венслейдейл», «Стівенстоун» та «Телібон» вступила в бій з німецькими кораблями біля островів Сет-Іль. Німецька група прикриття суховантажу «Мюнстерленд» включала 5 міноносців типу «Ельбінг» (T22, T23, T25, T26 і T27) з 4-ї флотилії міноносців під командуванням Франца Коглафа. У зіткненні крейсер «Карібдіс» був уражений двома торпедами, пущеними з міноносців T23 і T27 та за півгодини затонув. «Лімбурн» також дістав серйозних пошкоджень від ураження торпедою і був пізніше затоплений есмінцем «Рокет». Німці прорвалися без втрат.

### 1944 рік
3 липня 1944 року німецький підводний човен U-1191 був знищений атакою британських фрегатів «Аффлек» і «Бальфур» поблизу Брайтона. Водночас, достеменних даних про факт загибелі U-1191 немає: існує версія, що човен був потоплений з усім екіпажем британськими кораблями — есмінцями «Онслот» і «Орібі», ескортними міноносцями «Бріссенден», «Венслідейл», «Телібон» і фрегатом «Сеймур».
За проявлену мужність та стійкість у боях бойовий корабель заохочений трьома бойовими відзнаками.